# High Kickers
High Kickers è un cortometraggio muto del 1923 diretto da Archie Mayo.

## Produzione
Il film fu prodotto dalla Century Film.

## Distribuzione
Distribuito dall'Universal Pictures, il film - un cortometraggio in due bobine - uscì nelle sale cinematografiche USA il 22 agosto 1923.